# Slow Dance
Slow Dance to piosenka R&B stworzona przez Keri Hilson, Justina Timberlaka, Johnkenuma Spivera, Jeroma Harmona i Kinga Logana na debiutancki album studyjny Hilson, In a Perfect World... (2009). Wyprodukowany przez The Royal Court oraz Jima Beanza, utwór wydany został jako piąty singel promujący wydawnictwo dnia 21 lipca 2009 jedynie w Stanach Zjednoczonych. Kompozycja nie zyskała sukcesu zajmując pozycję #49 na notowaniu Billboard Hot R&B/Hip-Hop Songs.

## Informacje o singlu
„Slow Dance” został stworzony w roku 2007 przez Hilson oraz Timberlaka podczas trwania trasy koncertowej wokalisty, FutureSex/LoveShow w Wielkiej Brytanii. Kompozycja była jedną z wielu napisanych ówcześnie piosenek przez muzyków. W jednym z wywiadów piosenkarka wyznała, iż na jej debiutanckim krążku musiał znaleźć się jeden z utworów współstworzonych wraz z Timberlakem.
Przed produkcją piosenki, utwór doczekał się poprawek lirycznych udzielonych przez grupę The Royal Court złożoną z Jeroma Harmona, Johnkenuma Spivera i Kinga Logana, którzy wraz ze współpracownikiem Timbalanda Jimem Beanzem wyprodukowali kompozycję.

## Teledysk
Teledysk do singla nagrywany był w Los Angeles, w sierpniu 2009 oraz reżyserowany przez Chrisa Robinsona. Klip miał premierę dnia 11 września 2009 za pośrednictwem witryny internetowej Yahoo! Music. Videoclip ukazuje Hilson przygotowującą się, a następnie uczestniczącą w imprezie klubowej. Podczas trwania teledysku wokalistka wykonuje zmysłowy układ taneczny. W klipie gościnnie występują Chris Brown, Omarion, Monica, Melody Thornton, producent Polow da Don oraz projektantka mody Melody Eshani.

## Pozycje na listach
| Lista przebojów (2009)              | Najwyższa pozycja |
| ----------------------------------- | ----------------- |
| USA Billboard Hot R&B/Hip-Hop Songs | 49                |

## Daty wydania
| Region            | Data          | Format           | Wytwórnia       |
| ----------------- | ------------- | ---------------- | --------------- |
| Stany Zjednoczone | 21 lipca 2009 | Digital download | Universal Music |